# 比較政治学
比較政治学（ひかくせいじがく、英語：comparative politics）とは、比較制度論から発展した政治学の一分野。世界各国・地域に様々な形で存在する政治制度・政府の形態・支配関係・政治体制を、その国・地域の歴史・文化・地理・国民等のテーマと関係させて、また民主化を含む政治変動、国家社会関係、アイデンティティと民族の政治観、組織の分析、政治経済学のようなテーマとも関係させて分析・検証し、異なる形態を持つ政治形態を対比することで、政治に関する一般的理論を構築しようとする学問のこと。
比較政治学は複数の地域・国家それぞれの関係や比較を行うが、比較政治学者が同時に何かしらの地域研究者であるケースがしばしば見られる。比較政治学にはまず地域研究者間で共有できる認識枠組みの一つとしての役割を果たすことが求められている。にもかかわらず、現時点では体系化されない理論の島々が存在している状況である。
なお、比較政治学においては、現時点での比較だけでなく過去の制度との比較、同一の国での過去と現在の比較を試みることもある。
紀元前300年頃の古代ギリシャにおいてアリストテレスを中心とした哲学者によって行われていたのが元々の始まりとされ、ルソーやロック、ホッブス、マキャヴェリ、モンテスキュー、ヴェーバーもこの手法を用いて分析・検証を試みることもあったが、この頃の手法は政治制度上の重要な差異について分析・検証することに重点を置いていたため、比較政治学ではなく比較制度論と呼ばれることもある。
20世紀後半において、政治制度がある程度似通っていた欧米諸国間での比較では足りなくなった事態が比較政治学の登場を促したという側面がある。アメリカでは、南米諸国研究者と旧共産圏諸国研究者を中心にして諸概念が再検討され、扱う事象が大きく広げられた。これが方法のみならず分野としての発展に寄与したとする者もいる反面、政策科学としての性格を帯びるきっかけになったと評する者もいる。